# Frederic al II-lea, Duce al Austriei
Frederic al II-lea, supranumit Certărețul, (n. 1211, Wiener Neustadt – d. 15 iunie 1246, valea râului Leitha) aparținând Casei de Babenberg, a fost duce al Austriei și Stiriei între 1230 și 1246.

## Biografia
Frederic a fost fiul ducelui Leopold al VI-lea și al soției sale Teodora Angelina, fiica împăratului bizantin Isaac al II-lea. El a fost singurul fiu care a supraviețuit lui Leopold al VI-lea.
Supranumele „Certărețul” pe care posteritatea i l-a dat, a fost meritat. În timpul domniei sale Frederic a fost implicat constant în conflicte cu toți vecinii săi, în mod deosebit cu Ungaria, Bavaria si Boemia. Chiar și cu familia Kuenring, funcționari ai curții ducale, care fuseseră loiali familiei Babenberg, s-au ridicat împotriva lui chiar de la începutul domniei sale.
Însă cele mai grave au fost disputele avute cu împăratul Frederic al II-lea (din dinastia Hohenstaufen). Ducele a refuzat să se prezinte la dieta imperială de la Aquileia din 1232 făcând uz de privilegiile Ducatului de Austria stabilite prin Privilegium Minus. De asemenea, Frederic a fost bănuit de implicare în conspirația cumnatului său, Henric, împotriva tatălui acestuia, împăratul Frederic al II-lea. Când a refuzat să participe la dieta din 1235 de la Mainz, împăratul l-a ostracizat și a permis lui Venceslau I, regele Boemiei, să invadeze teritoriile austriece. În anii interdicției imperiale impuse lui Frederic, Viena a devenit un oraș imperial liber. Tot în această perioadă fiul împăratului, Conrad al IV-lea a fost ales rege romano-german în 1237 la Viena. Ducele ostracizat, având reședința la Wiener Neustadt, a reușit totuși să-și mențină poziția de conducător al ducatului Austria. În același an Frederic a promulgat legea numită Landrecht, care impunea tuturor supușilor să apere ducatul în caz de invazie.
În 1239 Frederic a recucerit Viena. Apoi a avut loc o întorsătură spectaculoasă în politica imperială și Frederic a devenit un aliat important al împăratului.
În 1241 regele Bela al IV-lea al Ungariei s-a refugiat din calea invaziei mongolilor în ducatul Austriei. Frederic i-a acordat ajutor militar și a primit ca gaj comitatele Ödenburg, Wieselburg și Eisenburg. În lupta cu mongolii nu s-a ajuns la o bătălie decisivă, însă invazia mongolilor a fost oprită în aprilie 1242.
Prima soție a lui Frederic Certărețul a fost Evdochia Sofia Lascarina, iar cea de-a doua a fost Agnes a Meranului (1229–1243). Ca zestre ea a adus lu Frederic teritorii vaste în Craina, Marca Vindica și proprietatea familiei ei de la Neuburg pe cursul inferior al râului Inn. De aceea în 1232 Frederic s-a simțit îndreptățit să se autonumească Dominus Carniolae (domnitor al Crainei).
În 1243 Frederic s-a despărțit de cea de-a doua soție din același motiv ca și de Evdochia Lascarina: lipsa urmașilor. Frederic a păstrat însă proprietatea de pe râul Inn. Interesul pentru moștenirea familiei de Babenberg crescuse. Chiar și împăratul Frederic al II-lea a devenit interesat. Frederic a negociat cu împăratul în aprilie 1245 crearea unei noi arhiepiscopii a Vienei și chiar ridicarea la rang de regat a Ducatului Austria împreună cu Ducatul Stiria. Una dintre condiții era ca nepoata sa, Gertruda de Babenberg, să se căsătorească cu împăratul, în vârstă de aproape cincizeci de ani. Pe 29 iunie 1245, ziua fixată pentru căsătorie, tânăra prințesă nu și-a făcut apariția. Ea se logodise deja cu Vladislav al III-lea al Moraviei, fiul regelui Boemiei. Căsătoria acestora a avut loc abia pe 26 ianuarie 1246 după ce regele Boemiei a invadat Austria, dar fusese totuși învins de Frederic la Staaz (în Austria Inferioară de astăzi).
În primăvara anului 1246 au început conflictele cu regele Ungariei, Bela al IV-lea, care pretindea comitatele primite anterior de Frederic ca gaj pentru ajutorul primit împotriva mongolilor. În cele din urmă pe 15 iunie 1246 a avut loc Bătălia de la Leitha (conform ultimelor cercetări lângă Ebenfurth și nu lângă Wiener Neustadt). În timpul urmăririi ungurilor, Frederic a căzut sub calul său care fusese rănit, a fost încercuit de dușmani și omorât. Se spune că trupul lui ar fi fost găsit încă în timpul luptei (de scribul său, Henric) doar în cămașă, dar cu spada încă în mână.
Odată cu moartea lui Frederic a luat sfârșit stăpânirea Babenbergilor în ducatele Austria și Stiria. El nu a lăsat urmași și nici nu a stabilit cine va moșteni teritoriile sale după moartea sa.
Frederic a fost un susținător al cântăreților de minnesang la curtea sa aflându-se periodic Neidhart von Reuenthal, Ulrich von Lichtenstein, Tannhäuser și Wernher der Gärtner.